# TRYラーメン大賞
TRYラーメン大賞とは、講談社が発行する日本のラーメン情報雑誌で発表されるアワード。またTRYとは「Tokyo Ramen of the Year」の略称。
「東京で一番旨いラーメンを決めようじゃないか」を合い言葉に、2000年に情報誌『TOKYO★1 週間』（現在は休刊）誌上にて味のジャンルごとにラーメン店のランキングを発表。その後、毎年秋に各賞のランキングを発表。2010年の休刊を機にムック「1週間MOOKシリーズ」として独立し企画を継続。2022年で23年目を迎える。
審査対象は、1都3県（東京・神奈川・千葉・埼玉）にある「ラーメン専門店」で、中華料理店などは除く。

## 各賞の種類と審査員の選考方法

### TRY新店大賞
審査期間の1年以内にオープンした新店の中から、最も優れた店に贈られる最高の賞。第23回より、名称を「新人大賞」から「新店大賞」に改めた。
味60：ホスピタリティ20：活躍度20を評価の基準とし、総合的に評価。本賞の1位受賞店には、特注のシルバーの丼トロフィーが贈呈される。

### TRY新店部門
味の各ジャンル各賞ごとに優れた新店に対して贈られる。味別にしょう油・しお・みそ・とんこつ・MIX・にぼし・つけ麺・汁なし・特別賞（トレンド）の9種類に分類。各審査員が「旨い！」と評価したラーメンを上位から1位10点、2位9点というように、味の点数を付けて投票し、その総合点で順位を決定する。
特別賞（トレンド）は、これらのどのジャンルにも該当しないものを対象とし、審査員の投票数により選出する。ただしランキング付けはしない。

### TRY大賞
1都3県の既存店の中から最も優れた店に贈られる最高の賞。味のクオリティだけでなく、ホスピタリティやラーメン業界への貢献度も含めて総合的に評価を行う。
評価の基準は、味60：ホスピタリティ20：活躍度20。受賞店には特注のゴールドの丼トロフィーが進呈される。

### TRY名店部門各賞
味のジャンル別に、しょう油・しお・みそ・とんこつ・MIX・にぼし・鶏白湯・つけ麺清湯・つけ麺濃厚・汁なしの10種類の部門別にランキングを発表。
各審査員が「旨い！」と評価したラーメンに上位から、1位15点、2位14点、3位13点……と投票し、その総合点で順位を決定する。なお、しょう油・しおの定番２部門に関しては、提供している店の数が他部門に比べて圧倒的に多いことから、それぞれ20点満点（満票は120点）で投票を行っている。

## TRY殿堂入り

### TRY大賞の殿堂
2017年に新設された制度。TRY大賞を4連覇した店は「TRY大賞の殿堂」入りとし、翌年以降は審査対象から外れることとなる。殿堂入りした店には、特別仕様のクリスタルのトロフィーが進呈される。

### TRY名店部門の殿堂
2017年に新設された制度。名店部門の各ジャンルで5連覇を達成した店は「名店部門の殿堂」入りとし、翌年以降は審査の対象にならない。殿堂入りした店には、特別仕様のクリスタルのトロフィーを進呈。

## 沿革
- 1997年12月、情報雑誌『TOKYO★1週間』でTRYの前身となる初めてのラーメン特集「ラーメン四天王推薦 超旨ラーメン48杯」を掲載。
- 1998年4月、情報雑誌『TOKYO★1週間』で二回目のラーメン特集「うますぎるラーメンBEST100」を掲載。
- 1998年8月、情報雑誌『TOKYO★1週間』誌面で史上最強のラーメンフリーク集団としてTRYの名称が誕生し、連載企画「ラーメンof the WEEK」が始まる。この時点では、TRYはT1ラーメンof the YEAR選定委員会の略称とされている。
- 1999年12月、関連本『本当にうまい！ ラーメン200店』を刊行。
- 2000年6月、『TOKYO★1週間』6月20日号の特集企画として「TRYラーメン大賞」がスタート。
- 2010年11月、MOOK『魂の一杯』の誌上で第11回TRYラーメン大賞を発表。
- 2011年11月、第12回TRYラーメン大賞を発表。
- 2012年11月、第13回TRYラーメン大賞を発表。
- 2013年11月、第14回TRYラーメン大賞を発表。
- 2014年11月、第15回TRYラーメン大賞を発表。
- 2015年10月、第16回TRYラーメン大賞を発表。
- 2016年10月、第17回TRYラーメン大賞を発表。
- 2017年10月、第18回TRYラーメン大賞を発表。
- 2018年10月、第19回TRYラーメン大賞を発表。
- 2019年10月、第20回TRYラーメン大賞を発表。
- 2020年10月、第21回TRYラーメン大賞を発表。
- 2021年10月、第22回TRYラーメン大賞を発表。
- 2022年9月、書籍『TRYラーメン大賞全国版』が発売。
- 2022年10月、第23回TRYラーメン大賞を発表。
- 2023年10月、第24回TRYラーメン大賞を発表[1]。

## 受賞店

### TRY大賞
- 麺屋武蔵 新宿店 2000年、2001年
- らーめん天神下大喜（湯島）2002年、2008年
- なんつッ亭（渋沢）2003年、2005年 - 2007年
- 中村屋（無期限休業）2004年
- 六厘舎（大崎）2009年
- 博多一風堂（恵比寿など）2010年
- ラァメン家69'N'ROLLONE（閉店）2011年
- 凪GROUP（渋谷など）2012年
- 中華蕎麦とみ田（松戸）2013年 - 2015年
- Japanese Soba Noodles 蔦（閉店）2016年
- らぁ麺飯田商店（湯河原）2017年 - 2020年
- ラーメン屋トイ・ボックス（三ノ輪）2021年、2022年、2023年[1]

### TRY新店大賞
- ぜんや（新宿）2000年
- 頑者（本川越）2001年
- 渡なべ（高田馬場）2002年
- 西麻布五行（閉店）2003年
- ラーメンきら星（武蔵境）2004年
- ら～めん雫（閉店）2005年
- ラァメン家69'N'ROLLONE（閉店）2006年
- 麺や七彩（都立家政）2007年
- 麺処ほん田（東十条）2008年
- らあめん元（蓮根）2009年
- 無鉄砲（中野）2010年
- 自家製麺ばくばく（閉店）2011年
- らあめんHAJIME（閉店）2012年
- らぁ麺やまぐち（西早稲田）2013年
- 中華そばしば田（仙川）2014年
- 地球の中華そば（伊勢佐木長者町）2015年
- 真鯛らーめん麺魚（錦糸町）2016年
- 麺LABOひろ（閉店）2017年
- Tombo（吉祥寺）2018年
- 穴道湖しじみ中華そば琥珀（雑色）2019年
- らぁ麺や嶋（西新宿五丁目）2020年
- RamenFeel（日向和田）2021年
- らーめん藁（辻堂）2022年
- 桜上水 船越（桜上水）2023年[1]

## 殿堂店

### TRY大賞殿堂店
- 中華蕎麦とみ田
- らぁ麺飯田商店

### 名店部門殿堂店
- 麺や福一
- ajito ism（2022年閉店）
- 大島

## 歴代TRY審査員
- 大崎裕史 2000 - 2019年

自称「日本一ラーメンを食べた男」として活動歴20年以上。
- 石神秀幸 2000 - 2019年

飲食店経営を中心に、ラーメン職人養成塾塾長、評論家としても活動。
- 一柳雅彦 2000 - 2010年

ビール関連会社の元営業マンで「孤高のラーメニスト」の異名を持つ。
- 北島秀一 2000年、2006 - 2007年、2009 - 2012年

1998年に情報誌『TOKYO★1週間』でTRY（当時はT1ラーメンof the YEAR選定委員会）を創設したメンバーの一人。
- 大沢朋絵 2001 - 2007年

1日5杯は楽勝!?　茨城のラーメン女帝
- 佐々木晶 2001 - 2006年

惑星科学の研究をしながら、ラーメンを食べ歩く。
- 立石憲司 2001 - 2003年

『TVチャンピオン』（テレビ東京）の「第5回ラーメン王選手権」で優勝。
- 山本剛志 2001 - 2004年

ラーメン王・ラーメン評論家・ライター。また「日本ラーメン検定」運営。
- 山内直人 2014 - 2016年

高校時代は「ラーメン高校生」として活躍。
- 青木誠 2005年 -

年間700杯前後を精力的に食べ歩く、初代ラーメン検定王。
- レイラ 2007年 -

ベリーダンスインストラクターの傍ら、ラーメン店を食べ歩くラーメンクイーン。
- しらす（斉藤光輝）2008年 -

2008年「しらすのラーメン日記」がYahoo！ラーメンブログ大賞を受賞。
- 吉本匠將 2013 - 2019年

「日本一ラーメン店に長く並んだ男　※2019年時点」として名を馳せ、精力的に食べ歩きを続ける。
- 田中一明 2020年 -

通称「ラーメン官僚かずあっきぃ」として数多くのメディアでラーメン情報を発信。
- 尾瀬 2020年 -

ライブドアブログ「尾瀬のラーメン手帳」管理人。
- まろ 2020年 -

おいしい食を求めて、ランボルギーニで日本中を食べ回る美容業経営者。

### ゲスト審査員
- いけ麺 2017年 -

ライブドアブログ「麺好い（めんこい）ブログ」を管理する人気ブロガー。
- しらけん 2018年 -

ライブドアブログ「しらけんの日記」の管理人。
- 青木健 2017 - 2018年

ラーメン業界を中心にイラストレーター・デザイナー・コラムニストとして活躍。

## 発表誌情報

### 1週間MOOK
- 『業界最高権威 TRY認定 2010-11 ラーメン大賞 魂の一杯 今年の頂点はコレだ！』

2010年11月29日発売、ISBN 978-4-06-348620-9
- 『業界最高権威 TRY認定 第12回ラーメン大賞 2011-12』

2011年11月28日発売、ISBN 978-4-06-348637-7
- 『業界最高権威 TRY認定 第13回ラーメン大賞 2012-13』

2012年11月28日発売、ISBN 978-4-06-348655-1
- 『業界最高権威 TRY認定 第14回ラーメン大賞 2013-14』

2013年11月26日発売、ISBN 978-4-06-348656-8
- 『業界最高権威 TRY認定 第15回 ラーメン大賞 2014-2015』

2014年11月26日発売、ISBN 978-4-06-348666-7
- 『第16回 業界最高権威 TRYラーメン大賞 2015-2016』

2015年10月28日発売、ISBN 978-4-06-348669-8
- 『第17回 業界最高権威 TRYラーメン大賞 2016-2017』

2016年10月26日発売、ISBN 978-4-06-348680-3
- 『第18回 業界最高権威 TRYラーメン大賞 2017-2018』

2017年10月17日発売、ISBN 978-4-06-348687-2
- 『第19回 業界最高権威 TRYラーメン大賞 2018-2019』

2018年10月18日発売、ISBN 978-4-06-348688-9
- 『第20回 業界最高権威 TRYラーメン大賞 2019-2020』

2019年10月17日発売、ISBN 978-4-06-515170-9
- 『第21回 業界最高権威 TRYラーメン大賞 2020-2021』

2020年10月22日発売、ISBN 978-4-06-518286-4
- 『第22回 業界最高権威 TRYラーメン大賞 2021-2022』

2021年10月20日発売、ISBN 978-4-06-522122-8
- 『第23回 業界最高権威 TRYラーメン大賞 2022-2023』

2022年10月20日発売、ISBN 978-4-06-528026-3
- 『第24回 業界最高権威 TRYラーメン大賞 2023-2024』

2023年10月20日発売、ISBN 978-4-06-531202-5
- 『第25回 業界最高権威 TRYラーメン大賞 2024-2025』

2024年10月23日発売、ISBN 978-4-06-534515-3

### 関連誌
- 『TRY認定 2011 激動のラーメン界に最強ルーキーが続々出現！ ラーメン新潮流』

2011年07月07日発売、ISBN 978-4-06-348634-6
第1回から第11回までの大賞受賞店を掲載
- 『TRYラーメン大賞全国版 特選！ 日本全国の本当に旨い一杯』

2022年09月28日発売、ISBN 978-4-06-529006-4
- 『25周年記念 TRYラーメン大賞全国版 〜25年の軌跡と日本全国の本当に旨い一杯〜』

2024年12月02日発売、ISBN 978-4-06-534538-2